# L'Or du golfe
Pour plus de détails, voir Fiche technique et Distribution.
L'Or du golfe est un film documentaire québécois réalisé par Ian Jaquier et sorti en 2015. 
À travers le regard de l'auteur-compositeur-interprète Kevin Parent, le film est une réflexion sur les enjeux socioéconomiques et environnementaux de l'exploration pétrolière au Québec.

## Synopsis
Kevin Parent vit sur les rives de la Baie-des-Chaleurs, la terre de ses ancêtres, son havre de paix. Pourtant, sa tranquillité risque d'être troublée par la levée du moratoire québécois sur l’exploitation d’hydrocarbures dans les eaux du Golfe du Saint-Laurent : une porte grande ouverte pour envahir la baie de plateformes pétrolières et gazières. La peur d’une marée noire, des retombées économiques incertaines, des conflits d’intérêts apparents, Kevin Parent s’inquiète de l’avenir de son golfe. Afin de mieux comprendre des enjeux qui souvent le dépassent, il décide de partir à la rencontre des acteurs d’un conflit qui semble inévitable entre gouvernements, pétrolières, premières nations, environnementalistes et simples citoyens. Une version moderne de David et Goliath.

## Fiche technique
- Titre : L'Or du golfe
- Réalisation : Ian Jaquier
- Scénario : Ian Jaquier
- Voix-off : Kevin Parent
- Production : Denis McCready
- Société de production : Laterna Films
- Photographie : Julien Fontaine
- Montage : Alexandre Leblanc
- Musique : Kevin Parent, Philippe Brault
- Distributeur : Les Productions du Rapide-Blanc - Distribution
- Pays d'origine : Canada
- Langue : Français, anglais
- Genre : Documentaire
- Durée : 91 minutes
- Dates de sortie : 
  - Canada : 23 février 2015 (Avant-première aux Rendez-vous du cinéma québécois)
  - Canada : 9 avril 2015 (Première au Cinéma Paraloeil de Rimouski)

## Développement
Kevin Parent est l'initiateur du film. Alors qu'il a vécu un forage pétrolier en face de chez lui, le chanteur gaspésien a commencé à se préoccuper des incidences que l'exploration pétrolière pourrait avoir sur sa communauté et sa région. Depuis l'accident de la plateforme Deepwater Horizon en 2010, les travaux d'explorations pétrolières autour du projet Old Harry dans le golfe du Saint-Laurent, six fois plus petit que le golfe du Mexique, commencent à inquiéter les populations riveraines. En 2010, Kevin Parent entre en contact avec le réalisateur du film, Ian Jaquier. Ensemble, ils vont développer un film qui donnent la voix autant aux promoteurs qu'aux détracteurs de l'exploration pétrolière au Québec. Durant les deux ans qu'a duré le développement du film, d'autres projets pétroliers en sol québécois ont créé la controverse, notamment des forages à 350 m des habitations de la ville de Gaspé et des projets d'exploration pétrolière par fracturation hydraulique sur l'île d'Anticosti. Depuis que le gouvernement provincial est devenu partenaire des opérations de la compagnie Pétrolia, le débat a partagé la population. Le producteur Denis McCready, qui a produit Chercher le courant, s'est greffé à l'équipe comme producteur. 
Basé sur une recherche fournie, le réalisateur et le chanteur ont voulu mettre de l'avant une analyse pointue des éventuelles conséquences sociales et économiques autant que les conséquences environnementales. 

## Production
Le film a été tourné entre août 2013 et août 2014 à Terre-Neuve, en Gaspésie, aux Îles de la Madeleine, sur l'île d'Anticosti, à Montréal et au Dakota du Nord. 

## Distinctions

### Récompenses
- Festival Vues sur Mer : Meilleur film Gaspésien[6]

### Nominations
- Gala du cinéma québécois : Sélection Meilleur documentaire
- Festival international du film d'environnement (FIFE) : Sélection officielle Prix du Webdocumentaire[7]
- Festival International de Programmes Audiovisuels (FIPA) : Compétition officielle Smart Fip@[8]
- Festival de films pour l'environnement (FFPE) : Sélection hors-compétition
- Les Rendez-vous du cinéma québécois : Sélection officielle

## Autour du film
En complément du documentaire, un jeu interactif sur le web a vu le jour. Hébergé par ICI Radio-Canada, l'expérience interactive se présente sous la forme d’un jeu intelligent en ligne qui permet d’aller au-delà des sujets abordés par le film. Le joueur prend les commandes de la société d’État fictive Énergie Québec avec comme mission de réduire la dépendance du Québec aux importations de pétrole. 
Le jeu interactif a été sélectionné à plusieurs festivals.